# Pleudihen-sur-Rance
Pleudihen-sur-Rance (tiếng Breton: Pleudehen) là một xã của tỉnh Côtes-d’Armor, thuộc vùng Bretagne, tây bắc Pháp.

## Dân số
Người dân ở Pleudihen-sur-Rance được gọi là Pleudihennais.